# Église Saint-Pierre de Bouër
L'église Saint-Pierre est une église catholique située à Bouër, en France.

## Localisation
L'église est située dans le département français de la Sarthe, à l'ouest du bourg de Bouër.

## Architecture
L'église est inscrite au titre des monuments historiques depuis le 22 décembre 1927.